# Sampson Kempthorne
 (juillet 2025).
Sampson Kempthorne, né en 1809 et mort en 1873, est un architecte britannique, principalement connu pour ses réalisations dans la conception de  maisons de travail (workhouses), avant qu’il ne s’établît en Nouvelle-Zélande.

## Biographie

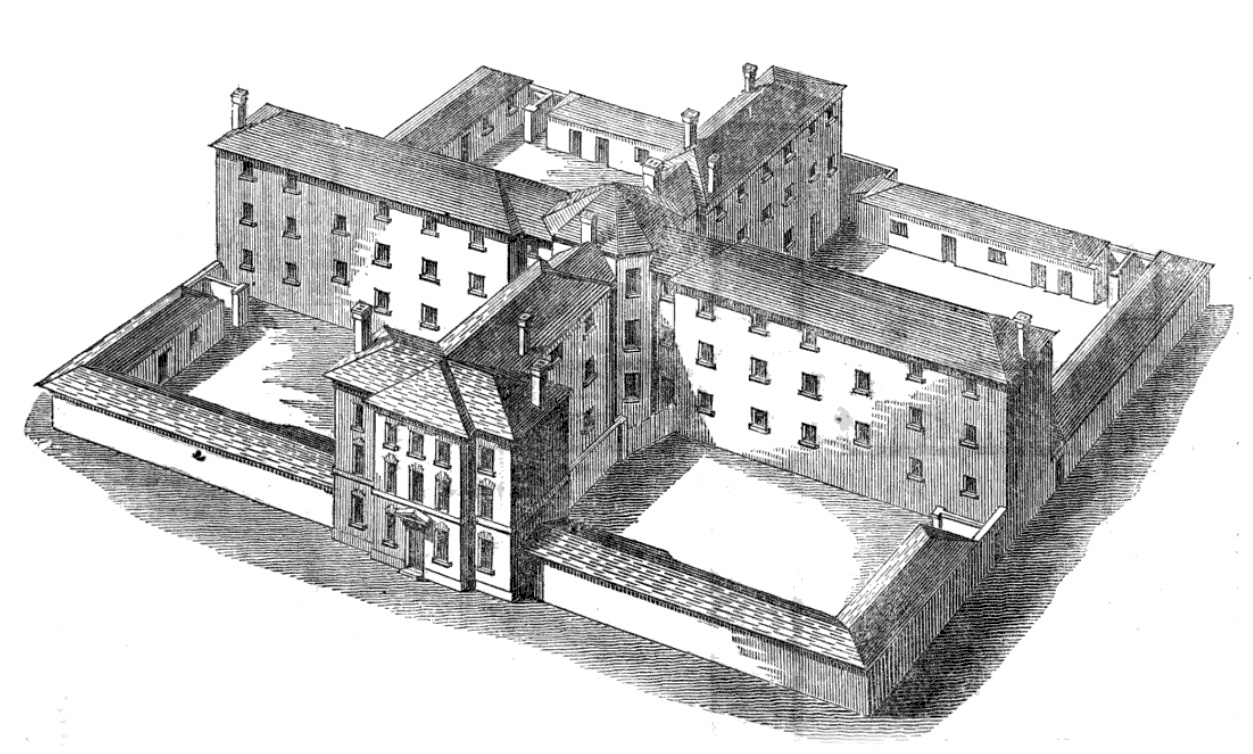
Plan de Kempthorne pour un hospice pour 300 pauvres, extrait du rapport annuel des commissaires de la loi sur les pauvres (1835).

John Kempthorne était le fils du révérend John Kempthorne. Il débuta sa carrière dans les Carlton Chambers, situés sur Regent Street à Londres. Son père, lié d’amitié avec Thomas Frankland Lewis, alors commissaire chargé de l’application de la loi sur les pauvres, lui facilita probablement l’obtention de la commande pour la construction de maisons de travail. Kempthorne conçut deux modèles architecturaux : le plan carré et le plan hexagonal — ou en « Y » —, chacun divisé en sections distinctes afin de séparer les catégories de détenus (hommes, femmes, garçons, filles et infirmes). Les espaces intercalés entre les ailes étaient destinés aux cours de promenade, permettant aux pensionnaires de prendre l’air tout en demeurant isolés les uns des autres.
Il conçut plusieurs maisons de travail à Abingdon, Andover, Bath, Crediton, Hastings et Newhaven. Son œuvre comprenait également quelques églises de style gothique, parmi lesquelles figuraient : La Sainte-Trinité (1834-1835), à Rotherhithe, détruite lors des bombardements de 1940 ; All Saints (1839), également située à Rotherhithe ; St James, érigée à Upton Street, à Gloucester.Cette dernière fut construite à l’origine comme chapelle de secours de l’église voisine de St Michael, dont son père était le recteur. 
En janvier 1838, il se marie avec Marianne, quatrième fille du révérend Josiah Pratt.
Kempthorne émigra en Nouvelle-Zélande accompagné de son épouse et y débarqua en mai 1842. Il fit transporter avec lui une maisonnette préfabriquée en bois, ayant préalablement acquis une propriété à Parnell, où il s’établit. 
Il fut recruté par l’évêque George Selwyn afin d’édifier plusieurs églises de style gothique en pierre. Toutefois, ses deux premières réalisations — l’église Saint-Thomas à Tāmaki (1847) et Saint-Étienne (St Stephen) à Judges Bay, Parnell, en Nouvelle-Zélande (1848) — se révélèrent défectueuses dans leur structure, les condamnant à une  démolition.
George Gilbert Scott, qui fut brièvement son assistant durant les années 1834-1835, entama sa carrière d’architecte indépendant en s’associant à William Moffat. Spécialisé dans la conception de maisons de travail, il se distingua précocement dans ce domaine.